# Corrido (México)
El corrido es un estilo musical mexicano. Se trata de una narrativa popular concebida para ser cantada, recitada o bailada. Los corridos también son conocidos como tragedias, mañanitas, ejemplos, versos, relaciones o coplas. Se pueden interpretar con la gran mayoría de los subgéneros de la música regional mexicana a ritmo de marcha, vals, mazurka o tarantela.
En las canciones conocidas como "corridos" se tratan principalmente temas como eventos políticos, históricos, venganzas y relaciones sentimentales. Aunque durante su época de auge, durante la Revolución mexicana, tuvo un valor noticiero al "narrar batallas, hazañas, muertes trágicas, historias de bandoleros y valentones, asesinatos y ejecuciones, desastres naturales, accidentes, etc".
El corrido desempeñó un papel importante en la historia de México, ya que durante las épocas de coyuntura social y política estas composiciones fueron una fuente de información sobre los movimientos, las victorias y las pérdidas que la revolución trajo consigo.
Los corridos continúan siendo muy populares hoy en día en México, han evolucionado mucho y se pueden encontrar diferentes subgéneros, por ejemplo los narcocorridos, los corridos tumbados, los corridos verdes o el corrido norteño típico, que usa instrumentos clásicos de la cultura norteña mexicana tomando su popularidad y auge, pues en el resto de la república se dejaron de hacer pasando la época del bandolerismo. Cabe destacar que también Chile ha adoptado elementos del corrido que se escuchan principalmente en las zonas rurales del sur del país, haciéndolo parte de su folclore nacional.

## Origen
Etimológicamente, la palabra "corrido" se remonta hasta el Medioevo; tal como lo indica Aurelio González, la palabra es ya utilizada por Miguel de Cervantes Saavedra en una de sus novelas para referirse a algunos poemas hechos para ser cantados y se encuentra en el año 1729 en el diccionario de autoridades bajo la siguiente definición:
Corrido, usado como substantivo, es cierto tañido que se toca en la guitarra u otro instrumento, a cuyo son se cantan las que llaman Xácaras. Diósele este nombre por la ligereza y velocidad con que se tañe.
A la hora de hablar del corrido como composición musical y poética se tiene un origen difícil de rastrear, pues desde antes de la conquista hay quienes aseguran, como José María Martínez, que los indígenas ya contaban con expresiones musicales similares, pero no fue sino hasta la llegada de los colonizadores que le asignaron el nombre de "corrido". Por otro lado se considera que el corrido no nace sino hasta finales del siglo XIX con el estallido de la Revolución mexicana, momento en el cual se consolida con una forma épico-lírica. Esta forma adquirida por los corridos lleva a que críticos como Diego Catalán, Aurelio González Ovies y Mercedes Días Roig consideren el corrido mexicano una adaptación del romance español, o de la balada europea, que se empieza a divulgar desde la época de la colonia, pero que no se adscribe en la identidad nacional mexicana sino hasta la revolución.

## Historia
Las narrativas de hechos en la Nueva España se desarrollaron desde el siglo XVIII, cuyos orígenes se remontan hasta la Edad Media española. Los primeros corridos se tocaban acompañados de instrumentos de cuerda, como guitarra, bandolón y bajo quinto.
Géneros europeos como la polka y la redova fueron populares, y se usarían para acompañar los corridos. Los corridos del centro y sur, solían solo ser rancheras con un estilo más "movido". El conjunto norteño adoptaría el acordeón de origen europeo y el bajo quinto y sexto, con origen en el sur de México. Posteriormente se le añaden más instrumentos, como la batería, y se empieza a unir a los relatos mexicanos de esa época, originando el corrido norteño que se conoce hoy en día, que se compone en tiempos de 1/2 o 3/4.
Hasta el arribo y consolidación de los medios electrónicos de comunicación masiva (en la mitad del siglo XX), el corrido se utilizó en México como un medio informativo y educativo de primer orden, incluso con fines subversivos, debido a su simplicidad lingüística y musical, apropiadas para la transmisión oral y la memorización de los cánticos. Tras popularizarse la radio y la televisión, el género evolucionó hacia un nuevo estado, aún en proceso de maduración, aunque la mayoría de los especialistas asegura que está muerto, o por lo menos agoniza desde entonces.
Los primeros corridos mexicanos que se conocen nacen como versiones transculturadas de romances españoles. Por ello se encuentran en ambas formas similitudes temáticas, sobre todo en lo relativo al amor, a la venganza y a los temas religiosos. Y en algunos casos se conservan no sólo los temas, sino también la mayor parte del romance original que se cantó seguramente por los colonizadores al llegar a América y se transmitió de forma oral. Entre estos se incluyen algunos corridos muy conocidos a lo largo del continente americano, como La Martina, La Delgadina, Rosita Alvírez y Elena y el francés. Formalmente la relación entre los primeros corridos y el romance es muy clara, pues se escribe en verso de arte menor, es decir, con versos de ocho o menos sílabas fonéticas agrupadas en estrofas de seis o menos versos y rima asonante. 
Durante la Guerra de Independencia (1810-1820), a lo largo de la Revolución mexicana (1910-1921) y las revueltas religiosas de la guerra cristera o cristiada (1926-1929), el género prosperó y adquirió los conocidos tonos "épicos" que tanto se resaltan, así como la estructura narrativa, produciéndose el grueso de los ejemplares vivos, que se refieren a líderes revolucionarios, religiosos o populares, así como a sus hechos o, incluso, su martirologio. 
Por esa misma época, el corrido mexicano adquirió una función informativa, en la cual primaba el interés periodístico, pues al no existir las tecnologías con las que se cuentan hoy en día la forma más fácil de divulgar un hecho histórico era a través de composiciones populares simples que fueron transmitidas en plazas y ciudades de forma oral. Además, como lo menciona la autora Catalina H. de Giménez, tuvo una enorme eficacia ideológica que ciertamente contribuyó a reforzar la identidad del grupo [participante en el conflicto] o a movilizarlo en los movimientos de resistencia. Esta cualidad fue utilizada por ciertos grupos sociales para afianzar su poder político y económico. Al terminar la revolución, con la toma del poder por parte del ejército norteño, que trae consigo una cultura diferente, se presenta un cambio temático en el corrido, en el que ahora se ensalza "al valiente, al individuo bravucón, al ranchero típico pequeño propietario, a su caballo, sus gallos, etcétera"; con este cambio el corrido da paso a la canción ranchera. Con la consolidación del Presidencialismo y el éxito de los medios electrónicos de comunicación masiva, el corrido perdió mucho de su papel informativo, volviéndose, por una parte, un ingrediente del folclor culto, y por otra parte, la voz de los nuevos subversivos: trabajadores oprimidos, productores y traficantes de drogas, activistas de izquierda, campesinos emigrantes, sobre todo a los Estados Unidos, entre otros.
La vertiente más reciente es considerada por los académicos la etapa decadente del género, pues tiende a descuidar las características estilísticas y estructurales del corrido tradicional o revolucionario. El narcocorrido es la mayor representación de la decadencia expuesta, pues se trata de un subgénero que se compone de canciones dedicadas a figuras relacionadas con el narcotráfico, muchas veces ordenadas y pagadas por ellas mismas a músicos y compositores. En estas canciones existe sólo un interés temático, lo cual hace que la forma pierda atención y calidad.

## Funciones
El corrido cumplió la función de un medio de divulgación y comunicación de ciertas facciones y como un reproductor del sistema de valores y códigos de la época y afines a determinados grupos, principalmente vinculados a la cultura popular.

### Función de identidad
Durante la revolución, los corridos se encargaron de fijar una identidad en los soldados, así como también sirvieron como motivación descalificando a los contrincantes y haciéndolos ver ridículos. Un ejemplo citado por Alberto Lira-Hernández habla sobre la intervención estadounidense en tierras nacionales en el año 1914: "Por ahí vienen los patones, los gringos americanos, diciendo que han de acabar con todos los mexicanos...".

### Función informativa
Con un propósito noticiario, destinado a los grupos analfabetos en ese entonces, informaba sobre la muerte de alguna persona importante para el pueblo, la toma de una ciudad o sucesos importantes relacionados con la situación bélica que vivía México. El corrido era para el analfabeto lo que el periódico para los ricos.

### Función formadora de opinión pública
Servía para enaltecer o desprestigiar a ciertos caudillos. Debido a la formación de diversas facciones durante este periodo, esta función y la función informativa se unían para hacer propaganda a los líderes. En esta función el autor cita un corrido referente a Venustiano Carranza: "Don Venustiano Carranza tiene palabra de rey, que ha tomado muchas plazas y también a Monterrey. Don Venustiano Carranza reclama ser presidente y por eso cada día se le encarga más la gente".

### Función aleccionadora
Enfocado en la formación moral, con el planteamiento de valores por medio de consejos, advertencias e historias contadas a forma de ejemplo. El corrido del "Hijo pródigo" es el ejemplo que pone esta vez el autor: "Recuerda -dijo mi padre- no abandones a tus padres, porque el que es desobediente va como pluma en los aires [...] También me decía mi madre: algún día recordarás y vendrás corriendo a verme y ya no me encontrarás". Tuvo una repercusión y una importancia patente sobre las sociedades en que surgió, pues arrastra una serie de cosmovisiones y expectativas de conducta afín a los códigos de la época y del contexto en el que se transmitían.

## Variaciones
Las tres variantes del corrido mexicano, romances transculturados, corridos «revolucionarios» y corridos modernos, están igualmente vivas y siguen siendo cantadas a la par que otros géneros populares narrativos, como la "Valona" de Michoacán, el "Son arribeño" de la Sierra Gorda (Guanajuato), también presente en Hidalgo y Querétaro, entre otros. 
Desde la revolución mexicana se inicia la era sangrienta del corrido, que dura hasta la actualidad, aunque los temas contemporáneos se centran en los enfrentamientos entre distintos carteles mafiosos, mientras que durante el siglo XIX y principios del siglo XX se trató de los enfrentamientos acaecidos en la revolución. 
La vitalidad y la flexibilidad que tiene el corrido mexicano, por su naturaleza oral, permite que en la actualidad existan letras originales de corridos interpretadas en géneros musicales extranjeros, como el blues y el ska, e incluso letras que no están en español, como las traducidas o compuestas por las comunidades indígenas de México o por las comunidades "chicanas" en los Estados Unidos, en inglés o en "spanglish".

## Clasificaciones del corrido
El corrido, al igual que su antecesor literario el romance, presenta gran dificultad para ser clasificado por su amplitud, variación y plasticidad. Muchas veces se encuentra un corrido perteneciente a varias categorías, pero aun así se pueden clasificar en tres ramas principales:

### Según su temporalidad
La musicóloga Yolanda Moreno Rivas considera que se distinguen tres grandes periodos del corrido mexicano, que son: 
- Desde la independencia de México, en el año 1808, hasta la ascensión de Porfirio Díaz, en el año 1876.
- Desde los principios de la dictadura de Porfirio Díaz, quien ocupó la presidencia durante siete periodos, desde el año 1876 hasta el año 1910.
- Desde los inicios de la revolución mexicana, en el año 1910, hasta el presente.[16]

Esta es la clasificación que más conflicto genera pues es la que menos luz aporta a la hora de estudiar el corrido mexicano. Resulta difícil homogeneizar los periodos en los cuales se han compuesto los corridos, pues abarcan muchos años y constan de una sorprendente heterogeneidad, por lo que en una misma categoría se encontrarían corridos que no tienen nada en común. Sobre todo se discute el último periodo de esta clasificación, pues en un mismo grupo se incluyen los corridos de la revolución con intenciones, temas y autores muy diferentes a los contemporáneos narcocorridos.

### Según el héroe

#### Corridos villistas
Los corridos villistas hablan de Pancho Villa y sus seguidores, y por lo tanto tratan de la historia y las batallas de la revolución mexicana. Estas composiciones exponen un punto de vista de la revolución y se asocian con el Norte de México. Por ejemplo, el Corrido de Pancho Villa dice: “Yo peleo por la justicia, también por la libertad, y la quiero para el pueblo por toda la eternidad.  ha vegetado por los grandes oprimidos”, explicando algunas de las posturas políticas, creencias y valores que tenía Villa.
Uno de los corridos más famosos es el de La cucaracha, que se hizo muy famoso en la revolución mexicana porque mientras celebraba las hazañas del ejército de Pancho Villa, se burlaba de su enemigo Venustiano Carranza. Esta canción tiene mucho simbolismo, algo muy común en los corridos revolucionarios. En esta composición se encuentra, por ejemplo, que la cucaracha representa al presidente Victoriano Huerta, quien era considerado un traidor por haber tomado parte en la ejecución de Francisco I. Madero.

##### Ejemplos de corridos villistas
- "Ahí viene el tren" es una canción sobre la importancia de los trenes entre los villistas.[22]

- "El Siete Leguas" trata del caballo favorito de Pancho Villa, y la fuerte relación que ellos tenían, además de explicar su importancia en las hazañas que realizó.[23]

- “El Tordillo” es una raza de caballo, y en este corrido se muestra la fuerte conexión entre un hombre y su caballo, resaltando la importancia del caballo para el revolucionario.[24]

- “El mayor de Dorados” es un corrido en el cual se narra la historia de un soldado perteneciente a Los Dorados, el cuerpo de élite de la División del Norte de Pancho Villa.[25]

“Bruce Wayne” La canción 'BRUCE WAYNE' de Peso Pluma es una reflexión sobre el estilo de vida ostentoso y las complejidades que vienen con la fama y el éxito. Desde el inicio, el artista nos introduce a un mundo de lujo y excesos, mencionando marcas de alta gama como Christian Dior y Maison Margiela. Estas referencias no solo subrayan su estatus económico, sino también su sentido de la moda y su capacidad para destacarse sin la ayuda de un estilista profesional.

##### Recepción crítica
“Pancho Villa es, sin duda, uno de los iconos culturales más importantes de México. Una infinidad de corridos cantan su hazañas”, señala la académica Kristín Guðrún Jónsdóttir, quien describe a Pancho Villa como un héroe de la gente mexicana que se ha convertido en un símbolo histórico gracias a su gran difusión a través de artículos, películas y canciones.
En el libro Bandit Nation, de Chris Frazer, el autor dice: “The lower class embedded their ideas into corridos, (popular ballots) that challenge the narrative strategies of the elite, disclosure on outlawry”. Esto significa que los corridos eran usados por la clase baja como un método de escape y por eso los corridos pueden relacionarse más con ellos. El corrido se convierte en la voz de los villistas, a través de la cual expresan sus sentimientos y sus pensamientos. Por ejemplo cantan estos corridos porque quieren defender en el estado de donde vienen aquello que consideran justo. Así mismo, Frazer dice: “An analysis of corridos shows that the rural and urban poor were less concerned about their own readiness for citizenship and more interested in asserting lower-class notions of justice that often defied the authority of the state", argumentando que la autoridad y el poder son ejes centrales del corrido, pues gracias a su popularidad servían como herramientas para forjar un imaginario en la opinión pública.

#### Corridos zapatistas
Los corridos zapatistas representan la memoria colectiva y el sentimientos de la gente de los pueblos del sur. Los seguidores de Emiliano Zapata, o zapatistas, consistieron en campesinos del sur de México, muchos de ellos indígenas, que quisieron su tierra y reclamaron su autonomía política al gobierno durante la revolución mexicana, por eso muchos de estos corridos tienen como tema principal sus deseos y exigencias fundamentales. Los que escribían los corridos zapatistas eran campesinos “semiescolarizados”, por eso el contenido era más importante que la forma, la cual se descuidó un poco. Las ideologías fundamentales que representaban los corridos zapatistas eran sobre la tierra y la libertad.

##### Ejemplos de corridos zapatistas
- “Soy zapatista del estado de Morelos” fue escrita por Marciano Silva y es un himno zapatista. El estado de Morelos refiere a la patria de Emiliano Zapata, mientras que el plan de San Luis y el Plan de Ayala se refieren a los planes que fueron apoyados por Zapata durante la Revolución mexicana, y por el cual los zapatistas estaban dispuestos a levantarse en armas contra el gobierno si se incumplían los acuerdos. El propósito de la canción es unir a la gente zapatista bajo los mismos ideales y valores, para animarlos a luchar por sus derechos.[29]

- El "Corrido de un recuerdo al General Zapata" es atribuido a Elías Domínguez y es una conmemoración a la muerte de Emiliano Zapata. Es un corrido escrito con un sentimiento patriótico para las personas del sur en el cual se describen algunos de los sucesos y deseos revolucionarios. Ellos no luchaban para obtener el poder, deseaban ver sus ideales ejecutados tal como dice en esta línea: “ninguno quería obtener puesto de gobernador”.[30]

- El "Corrido del espectro de Zapata" habla de la vida de Zapata, desde la batalla de Cuautla, Morelos entre Zapata y los federales en el año 1911, cuando el líder revolucionario tomó el control del poder del país, hasta su muerte increíble cuando “muchos lloraron por sus culpas y reposo”. Se describe a Zapata como un personaje "muy querido por allá", lo que explica que incluso luego de su muerte, su espectro o fantasma tenga la capacidad de liderar los procesos revolucionarios que aún no llegaban a su meta[31] y ser un líder para los revolucionarios.

##### Recepción crítica
Estos corridos fueron un símbolo del ejército y de los campesinos de Morelos, y fueron muy importantes para contar las historias de la revolución mexicana desde su punto de vista. Varios años después, en la década de los 90 del siglo XX, los corridos zapatistas son retomados por la corriente denominada neozapatista. Los neozapatistas usaron los temas, valores y símbolos (como la selva y el paliacate) impulsados por Emiliano Zapata durante la revolución mexicana. La selva simboliza un santuario para la gente indígena y el centro de la rebelión, mientras que el paliacate representa a los neozapatistas.
Al igual que en la época de la revolución, hoy en día la música del corrido es utilizada para unir a la gente y contar las historias de sus luchas. Muchos de los valores representados en los corridos zapatistas son los mismos que los de la revolución en general, y actualmente estas canciones tienen temas más contemporáneos, como el Tratado de Libre Comercio de América del Norte.

### Según el tema
Esta clasificación se realiza observando distintos corridos y analizando el tópico o tema que narran o describen. Se han hecho varias versiones de esta clasificación, y la más aceptada ha sido la de Vicente Teódulo Mendoza, quien considera que si bien es complejo porque un mismo corrido puede estar inscrito en más de una categoría, y al dividirse de esta forma se deja de lado su temporalidad, puede otorgar algunas luces a los investigadores del corrido mexicano. Los corridos se dividen en: históricos, revolucionarios, agraristas, de la revolución cristeros, políticos, líricos, de fusilamientos, de valientes, de bandoleros, carcelarios, raptos, persecuciones, alevosías, asesinatos, parricidios, de maldiciones, de fatalidad, tragedias personales, de accidentes y desastres, de caballos, de toreros, religiosos, bíblicos, morales, de elogio de ciudades y de asuntos varios.

### Según sean narrativos o discursivos
Propuesto por María del Carmen Garza de Koniecki, por un lado los corridos narrativos se dividen en corridos-tragedia y corridos crónica; por otro lado los discursivos se dividen en corridos-crítica y corridos sermón. Dentro de los corridos-tragedia y corridos-crónica, se observan historias contadas por el pueblo para el pueblo, mientras que en los corridos discursivos el contenido está hecho con fines políticos.

## El papel de la mujer en el corrido
Desde el comienzo del género del corrido se tienen mujeres protagonistas de la historia narrada. Esto puede explicarse gracias a su antecedente literario, el romance español, en el cual la mujer desempeñaba un papel crucial. En el romance se tiene una visión maniquea del comportamiento femenino, es decir, la mujer es muy buena o muy mala. En el primer caso, la mujer se asocia con el hogar y el sentimiento amoroso incontrolablemente doloroso. En el segundo caso, la mujer es vista como el ser vengativo que puede lastimar a los demás por sus pasiones desbordadas y que por su baja capacidad de autocontrol no puede retener. En esta dirección apuntan los romances de Rosita Alvírez y La Martina, en los cuales la mujer protagonista muere por su propia culpa, pues desobedece los códigos sociales y morales de la época. Y así mismo está El corrido de Elena, donde se toca un tópico tradicional de la lírica española, como lo es la malcasada que es infiel por amor y al ser descubierta en su adulterio muere.
Durante la revolución mexicana el papel de la mujer cambió y estas empezaron a ser importantes como soldaderas, campesinas y maestras. Es posible observar la relevancia de esto en los corridos cuyos personajes son femeninos, además que, gracias a la veracidad a la que aspira el corrido, es posible observar en estas canciones cual era la representación que se hacía de ellas en esa época. Algunos de los corridos muestran cómo las mujeres rompieron con el papel tradicional que les asignaba la sociedad y optaron por ejercer roles que antes ejercían exclusivamente los hombres. Sin embargo, la mayoría aborda el tema de la mujer desde el punto de vista que tienen los soldados acerca de sus novias, amantes, esposas o viudas, al igual que lo hacía el romance español, tratando a la mujer desde el punto de vista masculino. De esta época vienen dos de los corridos más famosos, como lo son La Adelita y La Valentina.